# Tejada, Mexiko
Tejada är en ort i Mexiko.   Den ligger i kommunen Santa Cruz de Juventino Rosas och delstaten Guanajuato, i den centrala delen av landet, 240 km nordväst om huvudstaden Mexico City. Tejada ligger 1 731 meter över havet och antalet invånare är 173.
Terrängen runt Tejada är platt åt sydost, men åt nordväst är den kuperad. Runt Tejada är det tätbefolkat, med 411 invånare per kvadratkilometer. Närmaste större samhälle är Salamanca, 16,2 km väster om Tejada. Trakten runt Tejada består till största delen av jordbruksmark.